# Francisco Suárez
Francisco Suárez (født 5. januar 1548, død 25. september 1617) var en spansk, jesuitisk, katolsk præst, filosof og teolog, en af de ledende figurer i Salamanca-skolen, og anses generelt for at være en af de største skolastikere efter Thomas Aquinas. Hans arbejde markerer skolastikkens overgang fra dens renæssanceperiode til barokken. Han har påvirket tænkere som Leibniz, Hugo Grotius, Pufendorf, Schopenhauer og Heidegger.

## Liv og karriere
Efter tre års indledende studier fra han var 10 til 13 blev Suárez i 1561 indskrevet på Salamanca Unitersitet og studerede jura. I 1564, som sekstenårig, indtrådte Suárez i jesuitterordenen i Salamanca. I oktober 1561 begyndte han at studere teologi i Salamanca. Han virkede ikke som en lovende studerende på det tidspunkt; han opgav næsten sine studier efter han dumpede til indgangseksamen to gange. Efter at have bestået i tredje forsøg ændrede det sig.
I 1570, da han var færdiguddannet, begyndte Suárez at undervise i filosofi, først i Salamanca som skolastisk tutor, og bagefter som professor på det jesuitiske kollegi i Segovia. Han blev ordineret i marts 1572 i Segovia. Han fortsatte med at undervise i filosofi i Segovia, indtil han i september 1574 flyttede til det jesuitiske kollegie i Valladolid for at undervise i teologi. hvilket blev det, han underviste i resten af sit liv på forskellige steder: Avila (1575), Segovia (1575), Valladolid (1576) Rom (1580–85), Alcalá (1585–92) og Salamanca (1592–97). I 1597 flyttede han til Coimbra i Portugal, der på det tidspunkt var forenet med Spanien under Filip 2. af Spanien. Han blev den vigtigste teolog på universitet i Coimbra, hvor han blev til sin død i 1616.
Han skrev om mange emner, og hans samlede værker (på latin fylder 26 bind. Suárez værker omfatter afhandlinger om jura, forholdet mellem kirke og stat, metafysik og teologi. Han anses for at være en af ophavsmændene til international ret. Hans Disputationes metaphysicae (Metaphysical Disputations) blev meget læst i Europa i det 16. århundrede og anses for at være hans hovedværk.
I sin tid ansås Suárez for at være den største nulevende filosof og teolog og fik øgenavnet Doctor Eximius et Pius ("Usædvanlig og from doktor"); Pave Gregor 13. overværede hans første forelæsning i Rom. Pave Paul 5. opfordrede ham til at modgå Jakob 1. af England og ønskede at beholde ham i Rom for at lære af hans viden. Filip 2. af Spanien sendte ham til Coimbra Universitet for at give det prestige.
Efter hans død i Portugal (i enten Lissabon eller Coimbra voksede hans ry, og han påvirkede direkte filosoffer som Hugo Grotius, René Descartes, John Norris, og Leibniz.
I 1679 fordømte Pave Innocens 10. offentligt 64 kasuistiske teser, der hovedsageligt stammede fra Escobar, Suárez og andre, mest jesuitiske, teologer som propositiones laxorum moralistarum og forbød alle at undervise i det under trussel af ekskommunikation.

## Filosofi
Han vigtigste filosofiske arbejde var i metafysik og retsfilosofi. Suárez er en af thomismens fornemste repræsentanter. Han var tilhænger af en moderat form for thomisme og udviklede sin mytafysik som en systematisk undersøgelse.

### Metafysik
For Suárez var metafysiken en videnskab, der havde realessenser [og eksistens] som sin genstand; den handlede mest om virkelige snarere end begrebslige genstande, og om den immaterielle virkelighed snarere end den materielle. Han hævdede (som tidligere skolastikere), at essens og eksistens er det samme for gud (de det ontologiske gudsbevis, men var uenig med Aquinas og andre i, at endelige væseners essens og eksistens er distinkte. Han argumenterede fo,r at de kun er begrebsligt distinkte; i stedet for, at de virkeligt kan adskilles, kan de kun adskilles logisk.
I det svære emne om universalieer forsøgte han at holde en mellemkurs mellem Duns Scotus begrebsrealisme og William af Ockhams nominalisme. Hans synspunkt er lidt tættere på nominalismen end Aquinas'. Han klassificeres til tider som en moderat nominalist, men det, at han er fortaler for objektiv præcision (praecisio obiectiva) sætter ham sammen med de mderate begrebsrealister. Den eneste rigtige enhed i verden er individet; at hævde, at det universelle eksisterer uafhængigt af inviderne ex parte rei ville være at reducere invivider til accidenter af en udelelig form. Suárez fastholder, at selvom Sokrates' menneskelighed ikke er anderledes end Platons, så konstituerer de ikke realiter den selv samme menneskelighed; der er lige så mange "formale enheder" (i dette tilfælde menneskeheder), som der er individer, og disse individer konsituerer ikke en faktuel, men kun en essentiel eller ideal enhed.("Sådan at mange individer, der siges at have samme natur, er således: Kun gennem intellektets operationer, og ikke gennem en substans eller en tingenes essens, der forener dem." Den formale enhed er dog ikke et arbitrært bevidsthedsprodukt, men findes "i tingens natur, forud (ontologisk) for enhver operation af intellektet."
Hans metafysiske arbejde, hvor han bestræbte sig ihærdigt på systematisering, er en sand historie af middelalderlig tænkning, idet han kombinerer de tre store skoler: Thomisme, Scotisme og nominalisme. Han er også en dybsindig kommentator af arabiske eller højmiddelalderlige arbejder. Han dannede skole, der kaldes Suarisme or Suarezianisme, hvor de vigtigste teser af
- individuationsprincippet er væsners konkrethed
- afvisning af materiens rene potentialitet
- det individuelle som genstand for den direkte intellektuelle kognition
- en distinctio rationis ratiocinatae mellem skabte væseners essens og eksistens
- muligheden af spirituelle substanser der kun er numerisk distinkte
- ordets inkarnation, selv hvis Adam ikke havde syndet
- eden er kun hellig i gejstlig lov
- muligheden for at indse den samme sandhed både gennem videnskab og tro
- troen på guddommelig autoritet i en troshandling
- transsubstation
- at Jomfru Marias nåde er større end englenes og helgenernes forenede nåde.[6]

I Disputationes Metaphysicae (1597) leverede Suárez en vigtig undersøgelse af væren og dens inddelinger, der påvirkede den efterfølgende katolske teologi. I bogens anden del, disputations 28-53, angiver Suárez distinktionerne mellem ens infinitum (gud) ogens finitum (skabte væsener). Værens første distinktion er den mellem ens infinitum ogens finitum. I stedet for at dele væren i uendelig og endelig, kan den også deles i ens a se ogens ab alio, dvs. væren der er er i sig selv. og væren der er fra noget andet. En anden distinktion svarer til denne; ens necessarium ogens contingens dvs. det nødvendigt værende og det kontingent værende. Endnu en formulering af distinktionen er mellem ens per essentiam ogens per participationem, altså mellem værender der eksisterer i kraft af deres essens, og værender der kun eksisterer, idet de participerer i et værende, der eksisterer i sig selv. En yderligere distinktion er mellem ens increatum og ens creatum, dvs. uskabt og skabt væren. En sidste distinktion er den mellem væren som actus purus og væren som ens potentiale, dvs. væren som ren aktualitet og væren som et potentielt værende. Suárez mente, at den første klassifikation af det værende i ens infinitum og ens finitumvar den mest grundlæggende, og de andre klassifikationer bliver set ud fra denne. I den sidste disputation (nummer 54) taler Suárez omentia rationis (fornuftsvæsener), som er umulige intentionelle objekter, dvs. objekter der er skabt af vores bevidtsheder, men som ikke kan eksistere i den aktuelle virkelighed.

## Vigtigste værker
- De Incarnatione (1590-1592)
- De sacramentis (1593-1603)
- Disputationes metaphysicae (1597)
- De divina substantia eiusque attributis (1606)
- De divina praedestinatione et reprobatione (1606)
- De sanctissimo Trinitatis mysterio (1606)
- De religione (1608-1625)
- De legibus (1612)
- De gratia (1619)
- De angelis (1620)
- De opere sex dierum (1621)
- De anima (1621)
- De fide, spe et charitate (1622)
- De ultimo fine hominis (1628)

## Literatur
- Aertsen, Jan, Medieval Philosophy as Transcendental Thought. From Philip the Chancellor (Ca. 1225) to Francisco Suárez, Leiden: Brill.
- Aho, Tuomo, Suárez on Cognitive Intentions, i: Paul.J.J.M. Bakker and Johannes M.M.H. Thijssen, (red.), Mind, Cognition and Representation. The Tradition of Commentaries on Aristotle's De anima, Ashgate Studies in Medieval Philosophy, 2007, pp. 179–203.
- Castellote, Salvador, Die Anthropologie des Suárez (Symposion 8) Freiburg/München: Karl Alber, 2. Ed. 1982, 207 pp.
- Castellote, Salvador, Die Kategorienlehre des Suárez: Relatio, actio, passio. Mit einer Einleitung über die Grundzüge seines metaphysischen Systems, Verona: Aeme Edizioni, 2011.
- Doyle John P. Collected Studies on Francisco Suárez S.J. (1548–1617), edited by Victor M. Salas, Leuven: Leuven University Press, 2010.
- Fichter, Joseph H. Man of Spain: Francis Suarez. New York: Macmillan, 1940.
- Gracia, Jorge J. E. Suárez on Individuation: Metaphysical Disputation V, Individual Unity and Its Principle, Milwaukee: Marquette University Press, 2000.
- Hill, Benjamin & Lagerlund Henrik, (red.) The Philosophy of Francisco Suarez New York: Oxford University Press 2012.
- Marschler, Thomas, Die spekulative Trinitätslehre des Francisco Suárez SJ in ihrem philosophisch-theologischen Kontext, Münster: Aschendorff 2007.
- Mullaney, Thomas U. (1950), Suarez on Human Freedom, Baltimore: Carroll Press.  Arkiveret 27. april 2015 hos  Wayback Machine
- Novák, Lukáš (ed.), Suárez’s Metaphysics in Its Historical and Systematic Context, Berlin: Walter de Gruyter, 2014.
- Novotný, Daniel D., Ens rationis from Suárez to Caramuel A Study in Scholasticism of the Baroque Era, New York: Fordham University Pres, 2013, 296 pp.
- Pereira, José, Suarez between Scholasticism and Modernity, Milwaukee: Marquette University Press, 2006.
- Renemann, Michael, Gedanken als Wirkursachen. Francisco Suárez zur geistigen Hervorbringung, Amsterdam/Philadelphia: B. R. Grüner, 2010, 173 pp.
- Ross, James F. "Translator's Introduction", i On Formal and Universal Unity: De Unitate Formali et Universali by Francis Suarez, Milwaukee: Marquette University Press, 1964, pp. 1–27.
- Salas, Victor & Fastiggi, Robert (red.). A Companion to Francisco Suárez, Leiden: Brill, 2015.
- Sgarbi, Marco (red.), Francisco Suárez and his Legacy. The Impact of Suárezian Metaphysics and Epistemology on Modern Philosophy, Milano: Vita e Pensiero, 2010, 294 pp.
- Smith, Gerard (red). Jesuit Thinkers of the Renaissance. Milwaukee: Marquette University Press 1939, pp. 1–62.
- Suárez, Francisco (1995), ovs., Gwladys L. Williams, Ammi Brown, and John Waldron, Selections from Three Works by Francisco Suárez, S.J.: "De legibus, ac deo legislatore", 1612; "Defensio fidei catholicae, et apostolicae adversus anglicanae sectae errores", 1613; "De triplici virtute theologica, fide, spe, et charitate", 1621, Buffalo, NY: W. S. Hein.
- Wroblewski, Pawel P. Arystotelesowska nauka o nieskonczonosci w metafizycznej reinterpretacji Francisco Suareza. Zarys problematyki / Aristotelian doctrine of the Infinity in the metaphysical reinterpretation of Francisco Suarez. An Outline of Issues, in: Krzysztof Rzepkowski (ed.), Aemulatio & Imitatio. Powrot pisarzy starozytnych w epoce renesansu / Aemulatio & Imitatio. The Return of the Ancient Writers in the epoque of the Renaissance, Warszawa: Instytut Filologii Klasycznej Uniwersytetu Warszawskiego (Warsaw: Institute of Classical Philology, University of Warsaw), 2009, pp. 87–100.

## Eksterne links
- Francisco Suárez, Disputationes Metaphysicae Arkiveret 5. juni 2015 hos  Wayback Machine (på latin; HTML format)
- Kritisk udgave af flere af Francisco Suárez' værker Arkiveret 27. april 2015 hos  Wayback Machine Redigeret af Prof. Salvador Castellote (på latin; PDF format)
- Translations of three works Arkiveret 3. marts 2016 hos  Wayback Machine af Prof. Alfredo Freddoso
- Suárez and Exceptionless Moral Norms Arkiveret 30. april 2015 hos  Wayback Machine
- *Generel bibliografi (På SCHOLASTICON) Arkiveret 5. juni 2015 hos  Wayback Machine
- Francisco Suarez on Metaphysics as the Science of Real Beings Arkiveret 5. juni 2015 hos  Wayback Machine med en biografi til Metaphysical Disputations
- Engelsk oversættelse af Francisco Suárez' metafysiske værker Arkiveret 31. maj 2015 hos  Wayback Machine
- [[wikisource:Catholic Encyclopedia (1913)/Francisco Suárez "|Francisco Suárez]"]. Catholic Encyclopedia. New York: Robert Appleton Company. 1913. {{cite encyclopedia}}: Tjek |url= (hjælp)
- Information og link til online tekster på latin og oversat af Sydney Penner Arkiveret 28. august 2011 hos  Wayback Machine (inklusive Opera omnia)
- The religious state: a digest of the doctrine of Suarez, contained in his treatise "De statu religionis"(1883) in 3 volumes